# Еялія
Еяліа (грец. Αιγιάλεια , вимова [eˈʝalia]) — муніципалітет і колишня провінція (επαρχία) у східній частині регіону Ахея, Греція . Місцезнаходження муніципалітету — місто Айгіо. Площа муніципалітету становить 723,063 км 2 . Основні міста Айгіо, Акрата і Діакопто. Муніципалітет Еялія простягається від південного узбережжя Коринфської затоки до гірських внутрішніх районів півострова Пелопоннес. Основними річками муніципалітету є Селінунтас і Вурайкос.
Муніципалітет Еяліа був утворений під час реформи місцевого самоврядування 2011 року шляхом злиття наступних 6 колишніх муніципалітетів, які стали муніципальними одиницями:
- Ейейра
- Еійо
- Акрата
- Діакопто
- Ерінеос
- Сімполітея

## Провінція
Провінція Еялія (грец. Επαρχία Αιγιαλείας) була однією з трьох провінцій Ахеї. Її територія відповідала території нинішнього муніципалітету, за винятком муніципальної одиниці Ерінеос. Її скасували в 2006 році.

## Історія
Сучасна Еяліа була територією стародавніх ахейців . Тут розташовувалися кілька міст Ахейського союзу: Ріпс, Ейіум, Керінея, Бура, Гелісе, Егея та Ейейра . В результаті землетрусу, який також знищив Бура, Геліс затонув. У римські часи найважливішими містами були Ейіум і Ейейра. У середньовіччі територією правили візантійці, слов'яни, франки, венеційці, а з 16 століття — турки-османи. Еяліа була звільнена на першому етапі грецької війни за незалежність, у 1821 році. У 1995 році в Еійо стався землетрус, який пошкодив кілька будівель. Лісові пожежі 2007 року у Греції завдали великої шкоди горам Еялії.

## Транспорт

### Дороги
Основні магістралі Еялії:
- Грецька національна дорога 8, стара дорога Афіни — Коринф — Ріо — Патри
- Грецька національна дорога 8A (частина E55 і E65): Афіни — Коринф — Ріо — Патри
- Грецька національна дорога 31 : Еійо — Калаврита

### Залізниці
Через Еялію пролягає Пірейська, Афінська та Пелопоннеська залізниця. Залізниця Діакофто–Калаврита — це рейкова залізниця, яка також пропонує пасажирські перевезення.

## ЗМІ

### Газети, фанзини та інше
- - Filodimos — Aigio
  - Frouros tis Anatolikis Aigialeias
  - Proti tis Aigaleias — Aigio and Aigaleia
  - Styx — Akrata

### Радіо
- Радіо Aigio — 99,2 FM

### Телебачення
- AXION — Aigio

## Спортивні клуби
- Панегіаліос — Футбольна ліга
- Anagennisi/Aias Sympoliteias — Rododafni
- Аріс Валімітика
- Астерас Теменіс
- Diakopto AC — Diakopto — четвертий дивізіон
- Egieas Egion
- Олімпіакос Айгіо — Айгіо, четвертий дивізіон
- Тіелла Айджіо — Айджіо
- А. О. Вурайкос Діакопто
- А. О. Зіря
- Аріс Лонгоу — Лонгос, Ахея
- AO Тієла Айгейрас — Айгейра (1980—2018)
- AO Akrata — Akrata (1970—2018)
- AE Aigeiras/Akratas — Aigeira (злиття двох місцевих клубів з липня 2018 року[4])